# TM Network
TM Network é uma banda Japonesa de rock formada por Tetsuya Komuro (Tecladista), Takashi Utsunomiya (Vocalista) e Naoto Kine (Guitarrista).

## Carreira

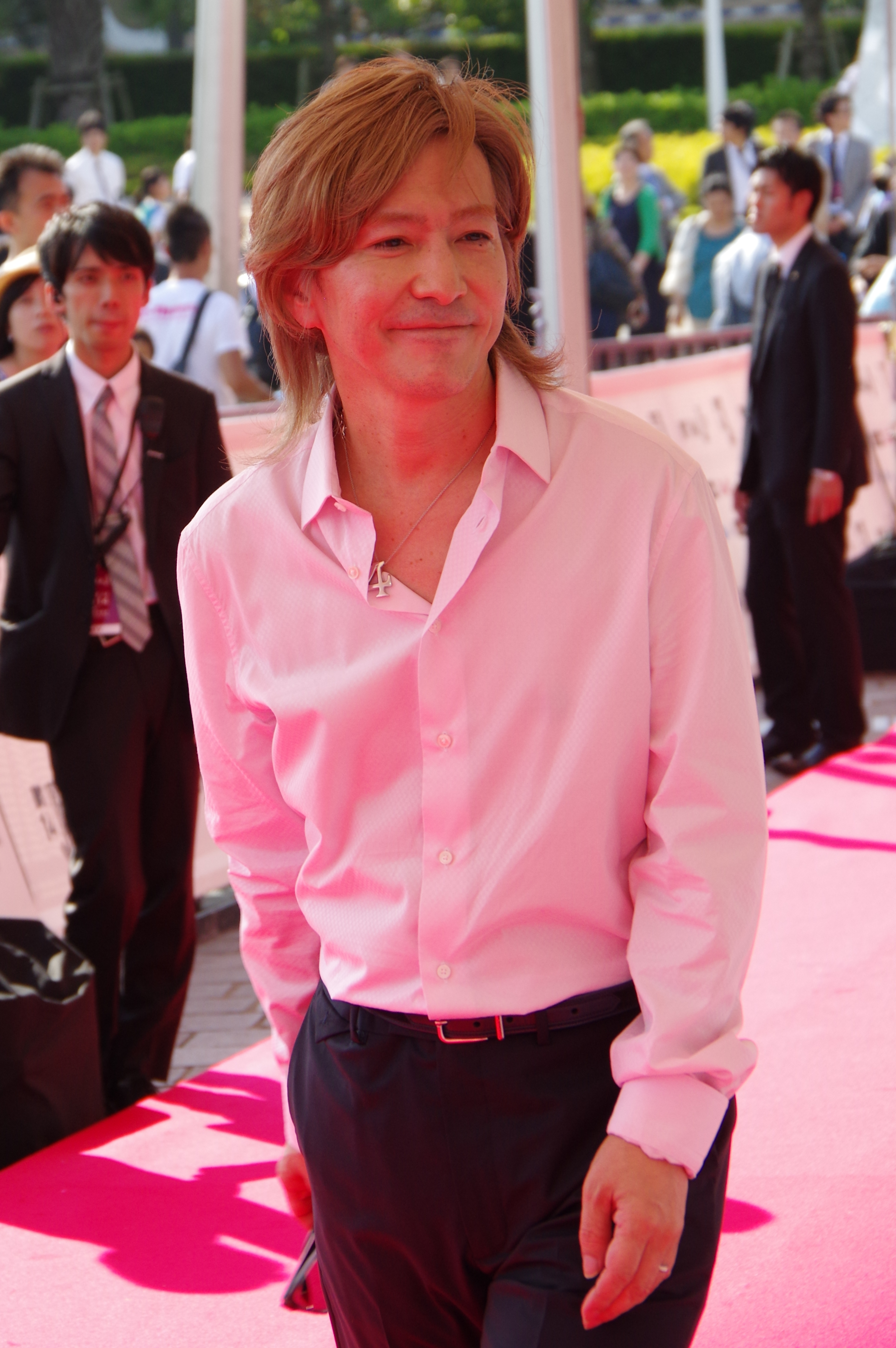
Tetsuya Komuro durante o MTV Video Music Awards Japan em 2014.

Eles eram originalmente membros de uma banda chamada Speedway na época que estudavam. Os três formaram TM Network. O nome da banda geralmente significa "Time Machine Network" (Máquina do Tempo Network). Porém, em novembro de 2006 em um episodio de Trivia no Izumi, o programa falou que TM realmente significava 'Tama', o distrito de Tókio de onde eles vieram. Enquanto Trivia no Izumi alega que TM significa 'Tama', o próprio Tetsuya Komuro em 1984 no show LiveG, falou que TM significa Time Machine.